# かつらぎ町
かつらぎ町（かつらぎちょう）は、和歌山県伊都郡の町。
橋本市から和歌山市に至るまでの紀の川本流域では、隣の九度山町とともに数少ない町であるが、農業分野では近畿地方全域でも有数の収穫規模であり、年間を通じて様々な果物が栽培されている。

## 地理
南北に細長く、和歌山県の北東部、伊都郡の西部に位置しており、北に和泉山脈（町名のもととなった和泉葛城山が所在）、南に紀伊山地がある。旧・かつらぎ町域は紀ノ川が東西に流れており、旧・かつらぎ町の最南端にある新城地域には貴志川が東西に流れている。また、旧・花園村域は有田川が流れている。
旧・かつらぎ町と旧・花園村は、自動車の通れないウォーキング用ルートも含めて直接連絡する道路が一切用意されていないが、伊都郡高野町を経由する国道480号、もしくは国道480号の途中で交差する国道370号（高野西街道）から和歌山県道115号花園美里線経由で連絡している。
紀伊山地と和泉山脈に挟まれていることに加え、両者が直線的に並行せずに入り組んでおり、盆地に近い地形となっているため、寒暖の差が大きい。特に夏季には猛暑になることが多く、1994年8月8日には観測史上歴代2位（当時）となる40.6℃を記録している。また、この寒暖差を利用し、様々な果物の栽培が行われている。
| かつらぎ（1991年 - 2020年）の気候  | かつらぎ（1991年 - 2020年）の気候 | かつらぎ（1991年 - 2020年）の気候 | かつらぎ（1991年 - 2020年）の気候 | かつらぎ（1991年 - 2020年）の気候 | かつらぎ（1991年 - 2020年）の気候 | かつらぎ（1991年 - 2020年）の気候 | かつらぎ（1991年 - 2020年）の気候 | かつらぎ（1991年 - 2020年）の気候 | かつらぎ（1991年 - 2020年）の気候 | かつらぎ（1991年 - 2020年）の気候 | かつらぎ（1991年 - 2020年）の気候 | かつらぎ（1991年 - 2020年）の気候 | かつらぎ（1991年 - 2020年）の気候 |
| 月                                 | 1月                               | 2月                               | 3月                               | 4月                               | 5月                               | 6月                               | 7月                               | 8月                               | 9月                               | 10月                              | 11月                              | 12月                              | 年                                |
| ---------------------------------- | --------------------------------- | --------------------------------- | --------------------------------- | --------------------------------- | --------------------------------- | --------------------------------- | --------------------------------- | --------------------------------- | --------------------------------- | --------------------------------- | --------------------------------- | --------------------------------- | --------------------------------- |
| 最高気温記録 °C （°F）             | 18.6 (65.5)                       | 22.0 (71.6)                       | 25.3 (77.5)                       | 30.1 (86.2)                       | 32.7 (90.9)                       | 35.8 (96.4)                       | 38.2 (100.8)                      | 40.6 (105.1)                      | 37.9 (100.2)                      | 32.4 (90.3)                       | 27.5 (81.5)                       | 25.7 (78.3)                       | 40.6 (105.1)                      |
| 平均最高気温 °C （°F）             | 8.8 (47.8)                        | 10.0 (50)                         | 14.0 (57.2)                       | 19.8 (67.6)                       | 24.6 (76.3)                       | 27.3 (81.1)                       | 31.2 (88.2)                       | 33.0 (91.4)                       | 28.5 (83.3)                       | 22.5 (72.5)                       | 16.7 (62.1)                       | 11.2 (52.2)                       | 20.6 (69.1)                       |
| 日平均気温 °C （°F）               | 3.8 (38.8)                        | 4.5 (40.1)                        | 7.9 (46.2)                        | 13.2 (55.8)                       | 17.9 (64.2)                       | 21.6 (70.9)                       | 25.5 (77.9)                       | 26.5 (79.7)                       | 22.6 (72.7)                       | 16.6 (61.9)                       | 11.0 (51.8)                       | 6.0 (42.8)                        | 14.8 (58.6)                       |
| 平均最低気温 °C （°F）             | −0.3 (31.5)                       | −0.2 (31.6)                       | 2.4 (36.3)                        | 7.1 (44.8)                        | 12.1 (53.8)                       | 17.1 (62.8)                       | 21.4 (70.5)                       | 21.9 (71.4)                       | 18.2 (64.8)                       | 12.1 (53.8)                       | 6.3 (43.3)                        | 1.8 (35.2)                        | 10.0 (50)                         |
| 最低気温記録 °C （°F）             | −5.9 (21.4)                       | −6.3 (20.7)                       | −4.1 (24.6)                       | −2.0 (28.4)                       | 2.3 (36.1)                        | 7.8 (46)                          | 14.2 (57.6)                       | 14.6 (58.3)                       | 8.1 (46.6)                        | 2.0 (35.6)                        | −1.3 (29.7)                       | −4.7 (23.5)                       | −6.3 (20.7)                       |
| 降水量 mm （inch）                 | 59.9 (2.358)                      | 72.2 (2.843)                      | 111.0 (4.37)                      | 105.9 (4.169)                     | 146.5 (5.768)                     | 196.2 (7.724)                     | 184.6 (7.268)                     | 123.2 (4.85)                      | 166.2 (6.543)                     | 149.8 (5.898)                     | 86.5 (3.406)                      | 62.1 (2.445)                      | 1,464 (57.638)                    |
| 平均降水日数 （≥1.0 mm）           | 8.2                               | 8.6                               | 10.9                              | 10.1                              | 9.9                               | 12.3                              | 10.9                              | 7.9                               | 10.5                              | 9.9                               | 7.8                               | 8.5                               | 115.4                             |
| 平均月間日照時間                   | 104.5                             | 119.7                             | 159.9                             | 188.7                             | 200.3                             | 144.7                             | 180.4                             | 221.5                             | 155.7                             | 151.3                             | 135.5                             | 112.0                             | 1,874.1                           |
| 出典1：Japan Meteorological Agency |                                   |                                   |                                   |                                   |                                   |                                   |                                   |                                   |                                   |                                   |                                   |                                   |                                   |
| 出典2：気象庁                      |                                   |                                   |                                   |                                   |                                   |                                   |                                   |                                   |                                   |                                   |                                   |                                   |                                   |

### 隣接する自治体
- 和歌山県
  - 橋本市
  - 紀の川市
  - 伊都郡 - 九度山町、高野町
  - 海草郡 - 紀美野町
  - 有田郡 - 有田川町
- 大阪府
  - 河内長野市
  - 和泉市
  - 岸和田市
- 奈良県
  - 吉野郡野迫川村

## 歴史

### 沿革
- 1958年（昭和33年）7月1日 - 伊都町・妙寺町・見好村が新設合併して発足。
- 1959年（昭和34年）11月1日 - 町章を制定。
- 2005年（平成17年）10月1日 - 花園村を編入。

### 町名の由来
町域の北端にある葛城山脈（和泉葛城山）に因み、当時の和歌山県知事であった小野真次によって命名された。

## 政治

### 行政
町長：中阪雅則（2019年 - ）

### 議会
定数:14(そのうち1人が女性で、議員の6.67％が女性。)

### 町章
かつらぎ町の「か」を図案化したもので、全体を平和と発展の精神に見たて、円形は友愛と団結、上辺左右の翼状は永遠の発展と限りなき飛躍を象徴している。

## 経済

### 産業
果樹栽培が基幹である。

### 名産・特産
平核無柿の生産高日本一である。また、四郷（広口・滝・東谷・平）地区を中心に作られる串柿も日本一の規模で、11月23日に串柿まつりも開催されている。ほかにも、イチゴ、梅、桃、ブルーベリー、梨、ブドウ、柑橘類、和歌山県では珍しいリンゴまで広く栽培しており、年中観光農園が開設され、「フルーツ王国」を謳っている。
江戸時代には、紀ノ川を利用して和歌山城下で重宝された川上酒や川上木綿の産地でもあった。

### 主な企業

#### 製造業
- 溝端紙工印刷 （箸袋等への紙工印刷、割箸の生産など）
- 築野食品工業 （こめ油）
- 紀州食品 （缶詰、清涼飲料水など）
- 日進化学和歌山工場 （化粧品など）
- サカイキャニング高野山麓かつらぎ工場 （清涼飲料水など）
- ゼネル薬工伊都 （医薬品、強壮剤など）

#### 金融
- 紀陽銀行
  - 妙寺支店
  - 笠田支店

#### 商業施設
- スーパーマーケット
  - オークワ かつらぎ店
  - 松源 妙寺店
  - Aコープ かつらぎ店
- ホームセンター
  - コーナンホームストック かつらぎ店
  - ホームプラザナフコ かつらぎ店

### 日本郵政グループ
郵便局
- かつらぎ郵便局（集配局）
- かつらぎ笠田郵便局
- 妙寺郵便局
- かつらぎ大谷郵便局
- かつらぎ渋田郵便局
- かつらぎ広口簡易郵便局
- かつらぎ志賀簡易郵便局
- 花園簡易郵便局

ゆうちょ銀行
- 大阪支店　かつらぎ町役場花園支所内出張所（ATMのみ／ホリデーサービス実施）

その他簡易郵便局を除く各郵便局にATMが設置されており、かつらぎ郵便局ではホリデーサービスも実施。（2016年2月現在）
かつらぎ町内の郵便番号は以下の通り。
- 「649-71xx」＝平成の大合併以前からのかつらぎ町域（新城を除く）。かつらぎ郵便局の管轄。
- 「640-1481」＝新城。美里郵便局（海草郡紀美野町）の管轄。
- 「643-06xx」＝花園簗瀬、花園北寺、花園池ノ窪、花園新子。清水郵便局（有田郡有田川町）の管轄。
- 「648-02xx」＝花園久木、花園中南。高野郵便局（伊都郡高野町）の管轄。

## 姉妹・友好都市

### 国内
- 大阪府和泉市
  - 1988年（昭和63年）に友好都市提携が締結。
- 大阪府守口市
  - 1981年（昭和56年）5月に旧花園村が友好都市提携が締結。2005年（平成17年）の編入合併に伴い再締結。

## 地域

### 人口
| |                                            |  |
| かつらぎ町と全国の年齢別人口分布（2005年） | かつらぎ町の年齢・男女別人口分布（2005年） |  |
| ■紫色 ― かつらぎ町 ■緑色 ― 日本全国 | ■青色 ― 男性 ■赤色 ― 女性                  |  |
| かつらぎ町（に相当する地域）の人口の推移 \| 1970年（昭和45年） \| 25,258人 \| \| \| 1975年（昭和50年） \| 24,998人 \| \| \| 1980年（昭和55年） \| 24,496人 \| \| \| 1985年（昭和60年） \| 23,924人 \| \| \| 1990年（平成2年） \| 22,764人 \| \| \| 1995年（平成7年） \| 22,052人 \| \| \| 2000年（平成12年） \| 20,945人 \| \| \| 2005年（平成17年） \| 19,670人 \| \| \| 2010年（平成22年） \| 18,230人 \| \| \| 2015年（平成27年） \| 16,992人 \| \| \| 2020年（令和2年） \| 15,967人 \| \| |                                            |  |
| 総務省統計局 国勢調査より |                                            |  |
| 1970年（昭和45年） | 25,258人                                   |  |
| 1975年（昭和50年） | 24,998人                                   |  |
| 1980年（昭和55年） | 24,496人                                   |  |
| 1985年（昭和60年） | 23,924人                                   |  |
| 1990年（平成2年） | 22,764人                                   |  |
| 1995年（平成7年） | 22,052人                                   |  |
| 2000年（平成12年） | 20,945人                                   |  |
| 2005年（平成17年） | 19,670人                                   |  |
| 2010年（平成22年） | 18,230人                                   |  |
| 2015年（平成27年） | 16,992人                                   |  |
| 2020年（令和2年） | 15,967人                                   |  |

### 健康と福祉
- 和歌山県立医科大学附属病院紀北分院

### 教育

#### 小学校
- かつらぎ町立笠田小学校
- かつらぎ町立大谷小学校
- かつらぎ町立妙寺小学校
- かつらぎ町立渋田小学校
- かつらぎ町立梁瀬小学校

#### 中学校
- かつらぎ町立笠田中学校
- かつらぎ町立妙寺中学校

#### 高等学校
- 和歌山県立笠田高等学校
- 和歌山県立紀北農芸高等学校

### その他学校
- 和歌山県農林大学校

#### 社会教育

##### ホール・集会場
- かつらぎ総合文化会館｢あじさいホール｣

## 交通

### 鉄道
西日本旅客鉄道（JR西日本）
- 和歌山線：中飯降駅 - 妙寺駅 - 大谷駅 - 笠田駅 - 西笠田駅
- 町内の全駅無人駅である。

### 路線バス
- 有鉄バス
  - 藤並駅からの路線が花園に乗り入れている。

かつては和歌山バス那賀が町内に路線を多数保有していたが、2017年3月31日の橋本線（那賀営業所前 - 橋本駅前）廃止により運行から撤退した。また2017年4月29日から和泉かつらぎ観光路線バスの実証実験が行われていた（運行は南海バスと和歌山バス那賀）が、2019年3月31日で運行を終了した。

### コミュニティバス
- かつらぎ町コミュニティバス
  - 一部は廃止となった和歌山バス那賀の路線を継承している。
- 紀の川市地域巡回バス
  - 桃山鞆渕コースが「下志賀」停留所に乗り入れている。

### 道路

#### 高速道路
- 京奈和自動車道（紀北東道路）
  - （橋本市） - 紀北かつらぎIC - かつらぎ西IC/PA - （紀の川市）

#### 国道

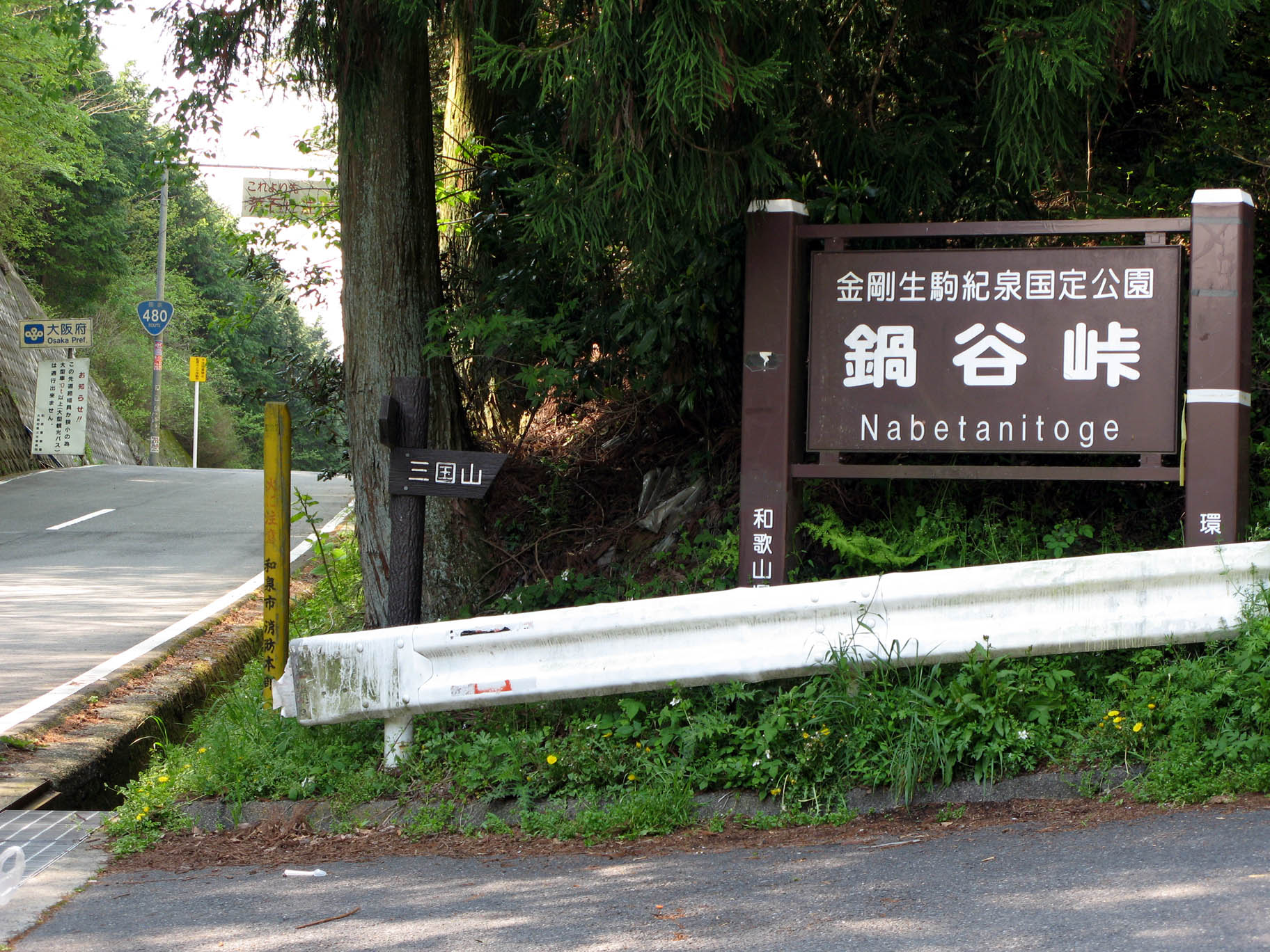
鍋谷峠
かつらぎ町大字平／大阪府和泉市父鬼町
ここを通る国道480号は、2007年現在、国内の友好都市である和泉市とを直接結ぶ唯一の道路である。

- 国道24号
- 国道370号
- 国道371号
- 国道480号

#### 県道
- 主要地方道
  - 和歌山県道3号かつらぎ桃山線
  - 和歌山県道4号高野口野上線
  - 和歌山県道13号和歌山橋本線
  - 大阪府道・和歌山県道61号堺かつらぎ線
- 一般県道
  - 和歌山県道109号志賀三谷線
  - 和歌山県道110号三谷妙寺停車場線
  - 和歌山県道111号笠田停車場線
  - 和歌山県道115号花園美里線
  - 和歌山県道120号上鞆淵那賀線
  - 和歌山県道125号那賀かつらぎ線

#### 農道
- 紀ノ川左岸広域農道

#### 道の駅
- くしがきの里 - 国道480号
- 紀の川万葉の里 - 国道24号、国道480号（重複区間）
- かつらぎ西 - 京奈和自動車道（紀北東道路）、和歌山県道125号那賀かつらぎ線

## 名所・旧跡・観光スポット・祭事・催事
- 世界遺産：紀伊山地の霊場と参詣道
  - 丹生都比売神社
  - 高野参詣道の三谷坂（丹生酒殿神社を含む）
- 寶來山神社
- 文蔵の滝 - 七大竜王を祀る秘瀑

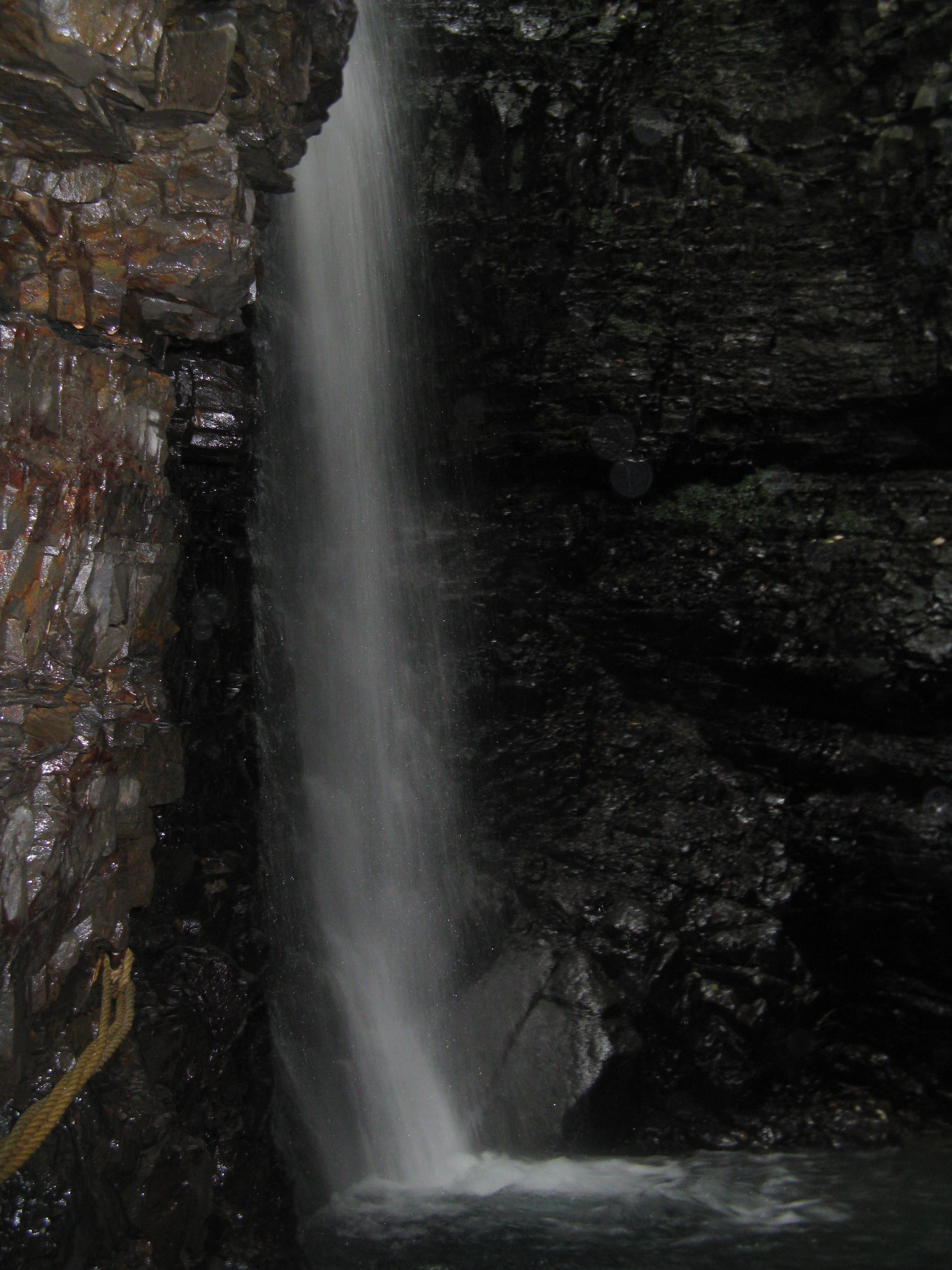
文蔵の滝

- 妹山・背山 - 万葉集で歌枕として多く登場する
- 小原洞窟 恐竜ランド・恐竜館

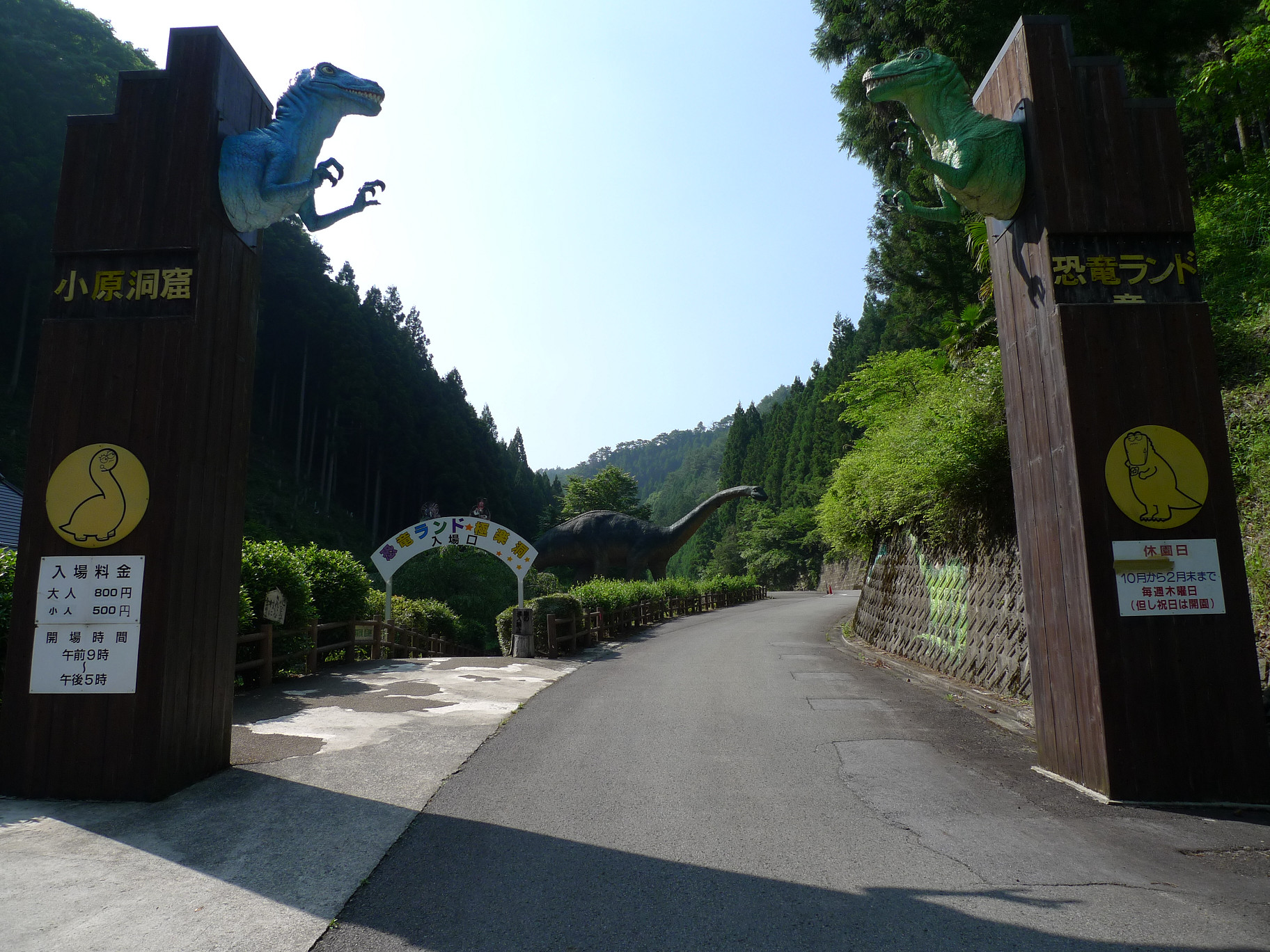
入口
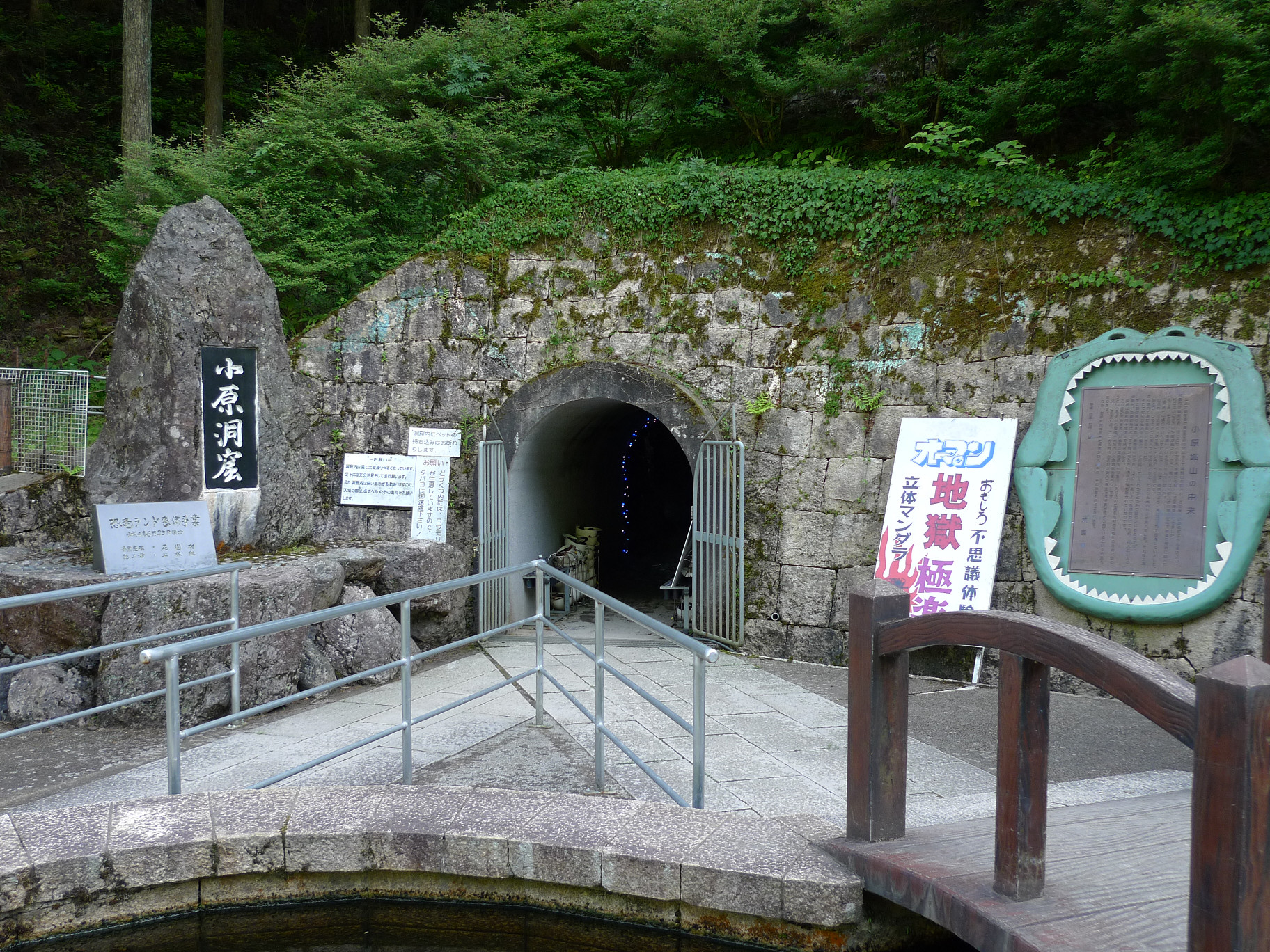
洞窟入口

- 鍋谷峠
- 桛田荘 - 神護寺の荘園で、しばしば教科書等で紹介される

### 祭事
- 花園の御田舞（重要無形民俗文化財）

## 出身著名人

### 政治家・経済人
- 門博文（政治家・実業家、ロイヤルパインズ社長、衆議院議員、国土交通大臣政務官、ウナギ料理店、峠のうなぎ 美しま店主）
- 門三佐博（和歌山県議会議員）
- 平野博文（政治家、衆議院議員、内閣官房長官）
- 坊秀男（政治家、衆議院議員、大蔵大臣）
- 木下伊平（和歌山県多額納税者、農業、林業、資産家[4]）

### 学者
- 松本雅男（会計学者、一橋大学名誉教授）

### 文化人
- 山本藤枝（女性史研究家、児童文学作家、詩人）

### 芸能人
- 亀岡利行（ミュージシャン、ウインズ元メンバー）
- 小林稔侍（俳優）
- 辻本耕志（芸人、俳優）

### スポーツ
- 守岡初子（水泳選手、1932年ロサンゼルスオリンピック・1936年ベルリンオリンピック日本代表）